# Arpilleras
Las arpilleras son una manifestación de artesanía comunitaria surgida durante la dictadura militar de Chile. Estos bordados eran realizados por grupos de mujeres —las arpilleristas— que plasmaban en sus obras, a modo de comunicación y denuncia, la búsqueda de sus familiares detenidos desaparecidos y otras temáticas sociales durante la dictadura de Augusto Pinochet. 

## Historia

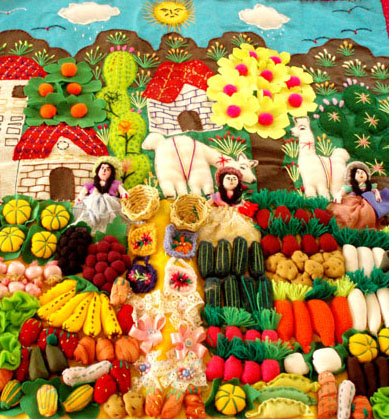
Ejemplo de arpillera

Los primeros talleres de arpilleristas tras el golpe de Estado de 1973 surgieron bajo el alero de las iglesias chilenas, especialmente dentro de la Agrupación de Familiares de Detenidos Desaparecidos, creada en 1973 con el apoyo del Comité Pro Paz (1973-1976). En 1976 el Comité fue reemplazado por la Vicaría de la Solidaridad, que continuó apoyando los talleres de las arpilleristas, los cuales se masificaron en varias comunas de Santiago. Otras organizaciones que agruparon a las arpilleristas fueron la Fundación Missio (1983), la Fundación de Protección a la Infancia Dañada por los Estados de Emergencia (PIDEE) —que apoyó talleres en Talca y Linares—, la Fundación de Ayuda Social de las Iglesias Cristianas (FASIC) y el Programa Interdisciplinario de Investigaciones en Educación (PIIE).
Las arpilleras fueron exhibidas tanto en Chile —en el Museo de Arte Colonial de la Iglesia San Francisco y la Galería Paulina Waugh, ambas en Santiago— como internacionalmente. Esto último ocurrió gracias a la solidaridad internacional con las organizaciones de derechos humanos chilenas, que motivó la difusión de la actividad de las arpilleristas en el extranjero. Algunas de las principales muestras de arpilleras fuera de Chile se realizaron en el Centro Cultural de La Peña en Berkeley (Estados Unidos), que exhibió las arpilleras de la Fundación Helias y Carmen Alegría, y la reproducción en diez mil tarjetas postales de la de la Colección de Genevieve Jacques que fue realizada en Francia. Otra colección difundida ampliamente en Europa y Cuba fue la adquirida por Carmen Waugh en 1976.
En 2012 el colectivo de arpilleristas de Lo Hermida, creado en 1975, fueron reconocidas como tesoros humanos vivos.En 2022 el colectivo entregó una obra al Museo Histórico Nacional para ser parte de sus exhibiciones.Otra de sus exposiciones fue el 11 de septiembre del 2013 en el Museo de la Memoria entregando un mural de 3 m de alto y 1.5 de ancho, este mural cuenta con figuras desmontables que se pueden usar en las actividades de cuenta cuento.Además el Museo de la Memoria en 2012 lanza su primer catálogo de colecciones con 360 piezas de arpillera y en 2018 llegaron a tener 488 piezas. Una de las percursoras de esta técnica, María Teresa Madariaga, viajó a India en 2009 con la Presidenta Michelle Bachelet, donde pudo mostrar su oficio y ver también algunas obras de Violeta Parra con otra técnica. 